# أليخاندرو بيدال ومون
أليخاندرو بيدال إي مون (مدريد، 26 أغسطس 1846 - مدريد، 19 أكتوبر 1913) كان سياسيًا وأكاديميًا إسبانيًا. شغل منصب وزير الأشغال العامة سنة 1884 في حكومة كانوفاس ديل كاستيو، وكان عضوًا ومديرًا في الأكاديمية الملكية الإسبانية، وعضوًا دائمًا في الأكاديمية الملكية للتاريخ، كما تولّى رئاسة مجلس النواب الإسباني، وعُيِّن سفيرًا لإسبانيا لدى الكرسي الرسولي (الفاتيكان).
يُعدّ أحد أبرز المدافعين المتحمسين عن ما عُرف بـ الوحدة الكاثوليكية لإسبانيا، وفي عام 1881 أسّس حزب الاتحاد الكاثوليكي.
كان ابنًا لـ بيدرو خوسيه بيدال إي كارنيادو، المركيز الأول لبيدال، ومانويلا مون (أخت أليخاندرو مون إي مينينديث، الذي شغل منصب رئيس مجلس الوزراء الإسباني وكان سفيرًا في روما وباريس وفيينا).
كما كان شقيقًا لـ لويس بيدال، المركيز الثاني لبيدال، وهو فقيه وعضو في الأكاديمية ونائب وسفير في روما ووزير للأشغال العامة ورئيس لمجلس الشيوخ عدة مرات.
وهو عمّ كل من:
رامون مينينديث بيدال، اللغوي الشهير ومدير الأكاديمية الملكية الإسبانية، ومارافيّاس دي خيسوس، إحدى قديسات الكنيسة الكاثوليكية.
من أصول أستورية، رغم أنه وُلد وتعلّم في مدريد، إلا أنه ظل دائمًا يشعر بانتماء عميق لأستورياس. درس في معهد "سان إيسيدرو" بالعاصمة، ثم في "الجامعة المركزية" حيث أنهى دراسة الحقوق. انضم إلى جماعة "النيوقَطاعيين الكاثوليك" (neocatólicos) إلى جانب شبّان آخرين مثل إنريكي بيريث إيرنانديث، كارلوس ماريا بريير، مركيز إيريديا، وكونت يوبريغات، حيث أسّسوا معًا المجلة الأسبوعية La Cruzada سنة 1867.
في عام 1868، تزوّج من إغناسيا بيرنالدو دي كيروس إي غونثاليث-ثيينفوغوس، ابنة ماركيز كامبوساغرادو، ورُزق منها بخمسة عشر ابنًا، نجا منهم ثلاثة عشر. ومن بين أبنائه البارزين يُذكر بيدرو بيدال (ماركيز دي بيّابيّثيوسا) وروكي بيدال، المُحبّ للكتب وجامعها (بيبلوفيليو).
في 24 أغسطس 1872، تم انتخابه نائبًا في البرلمان الأسباني (في عهد الملك أماديو الأول) لأول مرة عن دائرة بيّابيّثيوسا (ضمن إقليم أوفييدو). وقد شارك في عدة مداخلات تتعلق بالمسائل الكنسية وإلغاء العبودية في بورتوريكو.
لم يُنتخب في الجمعية التأسيسية الخاصة بالجمهورية الإسبانية الأولى، لكنه نجح في أول انتخابات خلال عهد الاستعادة الملكية، في 20 يناير 1876. ومنذ تلك اللحظة وحتى وفاته عام 1913، ظل نائبًا دائمًا عن نفس الدائرة الانتخابية (بيّابيّثيوسا) لمدة خمس عشرة دورة انتخابية، دائمًا بانتماء محافظ بشدة ومرتبط بالكاثوليكية ذات التوجه الفاتيكاني، مما أكسبه عداوات مع التقدميين، ومنهم الأديب الأستوري المعروف ليوبولدو ألاس "كلارين".
في عام 1874 أسّس أليخاندرو بيدال صحيفة "إسبانيا الكاثوليكية" (La España Católica)، والتي تحوّلت اسمًا إلى "إسبانيا" (La España) في سنة 1875.
وفي 8 و9 مارس 1876، وخلال مناقشة خطاب العرش، ألقى بيدال خطابًا هاجم فيه أنطونيو كأنوفاس ديل كاستيو، متهمًا إياه بأنه "يجعل من استعادة الملكية الإسبانية أمرًا عقيمًا، عبر وضعها في خدمة الثورة". كما هاجم الوزير روميرو روبليدو، قائلاً إنه "لا يمتلك السلطة الكافية لتنظيم انتخابات"، وانتقد بشدة الرقابة المفروضة على الصحافة الكاثوليكية، ليختتم خطابه بتأكيده على استحالة التوفيق بين الثورة واستعادة النظام الملكي.
وبحسب المؤرخ أوريليانو ليناريس ريباس، فإن بيدال "كان الخطيب الذي جعل اسمه مشهورًا من خلال أول خطاب هائل ضد كأنوفاس ديل كاستيو وحكومته"، والذي شبهه بخطابات كاتيلينا في التاريخ الروماني.
في العام نفسه 1876، شارك أليخاندرو بيدال في النقاش الدستوري. وكانت وجهة نظره الأساسية أن دستور 1845 لا يزال ساريًا، لأنه لم يُلغَ فعليًا عبر بيان ساندهيرست (Sandhurst)، وبالتالي فهو يرى أن هذا الدستور يُمكن أن يكون نقطة التقاء بين التيار المعتدل وأعضاء الاتحاد الليبرالي الذين لم يشاركوا في ثورة 1868، خاصةً لأنه لا يعترف بمبدأ السيادة الوطنية، بخلاف دساتير 1812 و1837.
وانتقد بيدال أيضًا وجود جدول للحقوق في مشروع دستور 1876، معتبرًا ذلك أمرًا سلبيًا.
وفي نقاش المادة 11 من مشروع الدستور، كان له تدخل بارز حيث عارض بشدة مبدأ حرية الأديان، مستندًا إلى تاريخه العائلي والسياسي، ودافع عن أن تكون الدولة دولة دينية كاثوليكية باعتبار ذلك مسألة تخص الهوية الوطنية الإسبانية.
أما كأنوفاس ديل كاستيو، فقد ردّ بأن الفلسفة والسياسة لا ينبغي أن يُنظر إليهما كشيء واحد، في تلميح إلى ضرورة الفصل بين الإيمان والسياسة.
في 17 مايو، شارك بيدال إي مون في النقاش حول منح الدرجات العلمية، حيث دافع عن فكرة أن الدولة يجب ألَّا تحتكر هذا الأمر، بل يجب أن يُسمح أيضًا للجامعات ذات الطابع الكاثوليكي التي أُنشئت في ذلك الوقت أن تتمتع بنفس الامتيازات.
وفي 18 مايو، وقف مدافعًا عن الجماعات الدينية (الرهبانيات)، مؤيدًا دورها في المجتمع والتعليم.
ثم في 17 يوليو، لعب دورًا فاعلًا في النقاش حول إلغاء الامتيازات الخاصة بأقاليم الباسك (الحقوق الإقليمية المعروفة باسم fueros vascongados)، واعتبر أن القانون الذي يسعى لإلغائها هو بمثابة "قانون انتقامي" ضد الكارليين (أتباع التيار الملكي التقليدي)، ولهذا السبب صوّت ضده.
في عام 1877، شارك أليخاندرو بيدال إي مون في الجدل الذي أثاره مقال لغومرسيندو دي أثكاراتي، والذي اتهم فيه الدين ومحكمة التفتيش بأنهما سبب تخلف إسبانيا العلمي. ردّ بيدال على هذا الاتهام في صحيفة La España بتاريخ 24 مارس 1877، قائلاً إن "التعصب الديني ومحكمة التفتيش ساهما في إطلاق العِنان للعلم، بدلًا من كبحه".
هذا الموقف خلق خلافات بينه وبين بعض المفكرين المحافظين مثل غومرسيندو لافيردي ومينينديث بيلايو، وهي خلافات ستزداد حدة مع مرور الوقت.
في عام 1881، تم تأسيس حزب "الاتحاد الكاثوليكي" (Unión Católica)، والذي دعا إلى وحدة جميع الكاثوليك الراغبين في التعاون من أجل تحقيق أهداف دينية واجتماعية باستخدام الوسائل القانونية. وكان الأساقفة هم من يتولّون رئاسة الجمعية في كل أبرشية.
وفي 2 يناير 1882، صدر أول عدد من صحيفتهم الرسمية التي حملت اسم La Unión. ثم في 6 يونيو 1887، ظهرت صحيفة يومية أخرى مرتبطة بنفس المنظمة، بعنوان La Unión Católica.
في عام 1883، أعلن أليخاندرو بيدال إي مون معارضته في البرلمان لـ قانون الزواج المدني.
وفي 29 أبريل من نفس العام، انضم إلى الأكاديمية الملكية الإسبانية (Real Academia Española)، حيث شغل الكرسي الذي يُرمز له بالحرف U الكبير، وهو نفس الكرسي الذي شغله سابقًا الفيلسوف الأستورياني خوبيانوس (Jovellanos).
أما خطابه في حفل الاستقبال الرسمي، فقد كان عن الراهب لويس دي غرناطة (fray Luis de Granada) وفلسفة البلاغة.
في ديسمبر 1883، سافر أليخاندرو بيدال إي مون إلى روما برفقة سانتشيث دي توكا.
وقد أوصى البابا ليون الثالث عشر (León XIII) بضرورة مشاركة الكاثوليك في الحياة السياسية، ولكن ليس بالضرورة من خلال حزب خاص بهم، بل من خلال الانضمام إلى الحزب الأقرب لهم في التوجه.
وكان الملك ألفونسو الثاني عشر قد التقى به قبل ذلك بشهر، وأبدى اهتمامه أيضًا بجذب الكاثوليك لدعم قضيته.
بعد شهر من لقائه بالبابا والملك، في 18 يناير 1884، تم تعيين أليخاندرو بيدال إي مون وزيرًا للأشغال العامة (ministro de Fomento) في حكومة يرأسها كـانوفـاس ديل كاستيّو، وهو نفس الشخص الذي كان بيدال قد هاجمه بشدة عام 1876.
إنجازاته خلال فترته في الوزارة (التي استمرت قرابة عامين):
ركّز بشكل أساسي على شؤون التعليم، والتي كانت تندرج آنذاك تحت اختصاص وزارة الأشغال قبل إنشاء وزارة التعليم.
أصدر مرسومًا بشأن التعيينات في المناصب الجامعية.
أعاد تنظيم:
المدرسة المركزية لتأهيل المعلمين في مدريد (Escuela Normal Central).
كلية الحقوق.
هيئة الأرشيفيين وأمناء المكتبات (Cuerpo de Archiveros-Bibliotecarios).
واجه تمرّدًا طلابيًا في جامعة مدريد المركزية بسبب احتجاجات على الأستاذ مورايتا بعد خطابه الافتتاحي للسنة الدراسية 1884-1885، إذ كان من دعاة المؤسسية الليبرالية.
قرارات وإصلاحات مهمة:
إعلان أسوار مدينتي Ávila وTarragona، وكنيسة سيدة كوفادونغا، وقناة Segovia كـ"معالم وطنية" (monumentos nacionales).
في مارس 1884، إصدار مرسوم ملكي يمنع العمل في المشاريع العامة أيام الأعياد.
في 18 يونيو 1884، إنشاء لجنة الدفاع ضد آفة الفيلوكسيرا التي كانت تدمر مزارع الكروم الإسبانية.
في مجال النقل: في 14 أغسطس 1884 تم افتتاح الخط الحديدي بين الهضبة المركزية وأستورياس عبر ممر باخاريس (Pajares).
نهاية فترته الوزارية:
بعد وفاة الملك ألفونسو الثاني عشر في نوفمبر 1885، تشكلت حكومة جديدة لم يكن بيدال جزءًا منها.
في عام 1887، شارك أليخاندرو بيدال إي مون في النقاش حول القانون الذي ينص على المحاكمة بواسطة هيئة المحلفين لبعض الجرائم.
وقد عارض بشدة الصيغة التي اقترحها وزير العدل (وزير النعمة والعدل) ألونسو مارتينيث.
وعبّر عن رفضه ذلك من خلال مداخلات مطوّلة ومفصّلة داخل البرلمان.
في 3 مارس 1891، تم انتخاب أليخاندرو بيدال إي مون رئيسًا مؤقتًا لمجلس النواب الإسباني، ثم أصبح رئيسًا رسميًا في 20 أبريل من نفس العام. وقد شغل هذا المنصب في ثلاث مناسبات:
1. من 20 أبريل 1891 حتى 12 ديسمبر 1892.
2. من 12 مايو 1896 حتى 1 يوليو 1897.
3. من 3 يونيو 1899 حتى 3 أبريل 1900.
ثم في 5 نوفمبر 1900  عُيَّن سفيرًا لإسبانيا لدى الكرسي الرسولي (الفاتيكان).
وفي 18 يناير 1902، استقال من هذا المنصب احتجاجًا على مشروع الحكومة برئاسة ساغاستا لتعديل الاتفاقية (الكونكوردات) بين إسبانيا والكرسي الرسولي، فعاد إلى مدريد.
في عام 1897، بعد اغتيال كانوباس، طُرح اسم أليخاندرو بيدال إي مون كأحد المرشحين لقيادة الحزب المحافظ، لكنه لم يُعيَّن، حيث آلت الزعامة في النهاية إلى فرانسيسكو سيلفيلا.
وبعد أن تقاعد سيلفيلا من الحياة السياسية في عام 1903، دعم بيدال أنطونيو ماورا، الذي كان قد عيّنه سيلفيلا خليفةً له.
وفي 3 يناير 1898، قبل بيدال تولي رئاسة نادي المحافظين في مدريد (Círculo Conservador de Madrid).
أما في 8 مايو 1905، فقد قرأ في جلسة الاحتفال بذكرى دون كيخوتي، التي ترأسها الملك في الأكاديمية الإسبانية، الخطاب غير المكتمل للكاتب خوان فاليرا، الذي كان قد توفي مؤخرًا.
في الدورة التشريعية 1905-1906، تم تعيين أليخاندرو بيدال إي مون مستشارًا للدولة للفترة بين 1906 و1908.
وفي عام 1906، دخل في صدام مع المؤرخ مارسيلينو مينينديث إي بيلايو، رغم أن هذا الأخير كان هو نفسه قد رشحه سابقًا كعضو في الأكاديمية عام 1802، كما أن بيدال كان قد رد على خطاب استقباله في أكاديمية العلوم الأخلاقية والسياسية عام 1894.
ورغم أن عددًا من الكتّاب طلبوا من بيدال سحب ترشحه لمنصب مدير الأكاديمية، فإنه لم يفعل، ووسط انتقادات شديدة من الصحافة، تم انتخابه أولًا بشكل مؤقت ثم بشكل نهائي مديرًا للأكاديمية، وهو ما أدى إلى زيادة الفجوة بينه وبين المؤرخ الكانتابري مينينديث إي بيلايو.
في 29 أبريل 1906، ألقى أليخاندرو بيدال إي مون خطاب تأبين تكريمًا للروائي خوسيه ماريا دي بيريدا، الذي تُوفي في 1 مارس. وقد اعتبره نموذجًا للواقعية ذات الإلهام الكاثوليكي والإقليمية المعتدلة.
وفي 15 يناير 1912، ألقى محاضرة في رابطة الصحافة في مدريد بعنوان "صورة سيرفانتس"، تناول فيها اللوحة المنسوبة إلى سيرفانتس التي يُعتقد أنها رُسمت على يد الفنان خوان دي خاورغي.
كما شارك في سبتمبر من نفس العام، مع شقيقه لويس، في الفعاليات التذكارية لاحتفالات كورتيس دي قادس.
توفي أليخاندرو بيدال إي مون في 19 أكتوبر 1913 في مدريد.
لم ترغب أسرته في نقل جثمانه إلى قصر الكونغرس، كما كانت العادة مع رؤساء مجلس النواب الإسباني، بل أقيمت له مراسم تكريم بمرتبة قائد عام للجيش. انطلقت الجنازة من منزله الواقع في شارع فرناندو إل سانتو إلى كنيسة سان خوسيه في شارع ألكالا، ثم إلى محطة برينثيبي بيو (Príncipe Pío) ليُنقل بعدها إلى أستورياس حيث دُفن في كوفادونغا.
في 25 أكتوبر، عُقدت جلسة تأبين رسمية في مجلس النواب الإسباني، تحدث خلالها النواب:
أنطونيو ماورا
فاثكيث دي مييا
أثكاراتي
سواريث إنكلان.
بالإضافة إلى كتابه عن القديس توما الأكويني، لم ينشر أليخاندرو بيدال إي مون سوى عمل مطوّل آخر فقط بعنوان "انتصار اليسوعيين في فرنسا" (El triunfo de los Jesuitas en Francia) عام 1880.
أما بقية إنتاجه الفكري، فتمثّل في مقالات صحفية ومحاضرات وخُطب برلمانية، نُشِر العديد منها بشكل مستقل.
ظل أليخاندرو بيدال إي مون محافظًا على مظهره المميز بلحيته الطويلة، وكانت شعاره السياسي الدائم:
"أن نرغب في ما هو واجب، وأن نفعل ما هو ممكن".
وصفه معاصره كونرادو سولسونا بأنه محافظ وألفونسوي (مؤيد للملك ألفونسو) ونيوقَطُوليكي، وقال عنه:
"تولى الوزارة بعد وقت قصير من أن لعن كل الحكومات وكل من تولوا الحكم".
أما ليناريس ريفاس (عام 1878)، فقد كتب عنه قائلًا:
"إلى جانب تعصّبه في المسائل الروحية، فإنه شديد التشبث أيضًا بالحقوق والامتيازات الزمنية التي كانت تزين التاج البابوي ذات يوم، ثم زالت ولن تعود أبدًا (...). وإن كان قد توقف عن تكرار عبارة «اذهبْ يا شيطان» كل لحظة، وأراد أن يشارك في اللعبة السياسية وفقًا للشروط العادية والمقبولة، فسوف أسعد بذلك كثيرًا، لأن السيد بيدال، إن واصل السير في هذا الطريق، فسيكون له مستقبل عظيم."
كان أليخاندرو بيدال عضوًا في الأكاديمية الملكية للتشريع والقانون، وفي أكاديمية العلوم الأخلاقية والسياسية، وكذلك في الأكاديمية الملكية الإسبانية. وقد انتُخب أيضًا عضوًا في أكاديمية التاريخ، لكنه لم يتسلم منصبه فيها رسميًا.
كان فارسًا في وسام الصوف الذهبي (Orden del Toisón de Oro)، وحاصلًا على الوسام البابوي الكبير من درجة الصليب الأعظم في وسام القديس غريغوريوس الكبير، الذي منحه له البابا ليو الثالث عشر بموجب مرسوم صادر في 8 مايو 1891.
كما كان يحمل العديد من الأوسمة والتكريمات الأخرى، سواء من إسبانيا أو من دول أجنبية.